# Tanguen (ort, lat 12,62, long -0,63)
Tanguen är en ort i Burkina Faso.   Den ligger i regionen Centre-Nord, i den centrala delen av landet, 100 km öster om huvudstaden Ouagadougou. Tanguen ligger 306 meter över havet och antalet invånare är 1 704.
Terrängen runt Tanguen är mycket platt. Närmaste större samhälle är Boulsa, 8,4 km nordost om Tanguen.
Trakten runt Tanguen består till största delen av jordbruksmark. Runt Tanguen är det ganska tätbefolkat, med 70 invånare per kvadratkilometer.